# Miltochrista exclusa
Miltochrista exclusa là một loài bướm đêm thuộc phân họ Arctiinae, họ Erebidae.